# Bình lưu
Trong vật lý, kỹ thuật và khoa học Trái Đất thì bình lưu (Advection) là sự vận chuyển của một chất bằng chuyển động khối (chuyển động cả khối chất lưu). Các tính chất của chất đó được truyền theo nó. Nói chung phần lớn các chất bình lưu là chất lưu. Các tính chất được truyền theo chất bình lưu đó là các tính chất được bảo toàn, chẳng hạn như năng lượng. Một ví dụ của bình lưu là sự vận chuyển các chất gây ô nhiễm hoặc đất bùn bởi một lượng lớn nước chảy xuôi dòng trong một con sông. Các đại lượng bình lưu phổ biến khác là entanpi hay năng lượng. Chất lưu ở đây có thể là bất kỳ vật liệu nào chứa nhiệt năng, chẳng hạn không khí hay nước. Nói chung, một chất bất kỳ nào đó hoặc một đại lượng được bảo toàn và có tính chất ngoại diên đều có thể được bình lưu bởi một chất lưu mà có thể chứa hay chứa đựng đại lượng hay chất đó.
Trong quá trình bình lưu, chất lưu vận chuyển một đại lượng được bảo toàn hay một vật liệu nào đó thông qua chuyển động cả khối. Chuyển động cả khối được mô tả về mặt toán học như là một trường vectơ và vật liệu được vận chuyển thì được mô tả bởi một trường vô hướng chỉ ra sự phân bố của nó trong không gian. Bình lưu yêu cầu phải có các dòng hay luồng chảy trong chất lưu, vì thế nó không thể xảy ra trong các chất rắn đặc chắc. Nó không bao gồm sự vận chuyển của các chất bởi khuếch tán phân tử.

## Khác biệt giữa bình lưu và đối lưu
Thuật ngữ bình lưu đôi khi bị nhầm lẫn với đối lưu (Convection) trong những hiện tượng chứa cả đối lưu, về mặt kỹ thuật thì đối lưu là tổng của vận chuyển bởi khuếch tán và bình lưu. Vận chuyển bình lưu mô tả chuyển động của đại lượng nào đó thông qua dòng chảy cả khối của một chất lưu (như trong một con sông hay trong một đường ống).

## Khí tượng học
Trong khí tượng học và hải dương học, bình lưu thường để chỉ chuyển động theo chiều ngang của một vài tính chất của khí quyển hoặc đại dương như nhiệt, độ ẩm, độ mặn, còn đối lưu dùng để chỉ những chuyển động theo chiều dọc (bình lưu dọc). Bình lưu quan trọng trong việc tạo thành những đám mây địa hình (đối lưu cưỡng bức địa hình) và sự kết tụ của nước từ những đám mây, như một phần của chu trình thủy văn.

## Phương trình toán học
Trong hệ trục tọa độ Đề các, toán tử bình lưu là:
{\displaystyle \mathbf {u} \cdot \nabla =u_{x}{\frac {\partial }{\partial x}}+u_{y}{\frac {\partial }{\partial y}}+u_{z}{\frac {\partial }{\partial z}}}.
trong đó {\displaystyle \mathbf {u} =(u_{x},u_{y},u_{z})} là trường vector vận tốc, và {\displaystyle \nabla } là toán tử del (hay Nabla).
Phương trình bình lưu cho đại lượng bảo toàn được mô tả bởi một trường vô hướng {\displaystyle \psi } sẽ được biểu diễn về mặt toán học bằng một phương trình liên tục:
| {\displaystyle {\frac {\partial \psi }{\partial t}}+\nabla \cdot \left(\psi {\mathbf {u} }\right)=0} |
trong đó {\displaystyle \nabla \cdot } là toán tử div (divergence) và {\displaystyle \mathbf {u} } là trường vector vận tốc. Thường xuyên được giả thiết dòng đang xét là không nén ép. nghĩa là trường vector vận tốc thỏa mãn:
{\displaystyle \nabla \cdot {\mathbf {u} }=0}
và {\displaystyle \mathbf {u} } được gọi là solenoidal. Nếu là vậy, phương trình trên có thể được viết lại thành:
| {\displaystyle {\frac {\partial \psi }{\partial t}}+{\mathbf {u} }\cdot \nabla \psi =0.} |
Trường hợp nếu dòng là tĩnh:
{\displaystyle {\mathbf {u} }\cdot \nabla \psi =0}
nó chỉ ra răng {\displaystyle \psi } là hằng số dọc theo đường dòng (streamline) 
Do đó, {\displaystyle \partial \psi /\partial t=0,} nên {\displaystyle \psi } không thay đổi theo thời gian.
Nếu một đại lượng vector {\displaystyle \mathbf {a} } (ví dụ như từ trường) được bình lưu bởi một trường vận tốc selenoidal {\displaystyle \mathbf {u} }, phương trình bình lưu trên trở thành:
{\displaystyle {\frac {\partial {\mathbf {a} }}{\partial t}}+\left({\mathbf {u} }\cdot \nabla \right){\mathbf {a} }=0.}
với {\displaystyle \mathbf {a} } là một trường vector thay cho trường vô hướng {\displaystyle \psi }.